# Discocelides langi
Discocelides langi är en plattmaskart som beskrevs av Bergendal 1893. Discocelides langi ingår i släktet Discocelides och familjen Plehniidae. Arten är reproducerande i Sverige. Inga underarter finns listade i Catalogue of Life.